# De Smaragd
De Smaragd is een wooncomplex in Amsterdam-Oost, Indische Buurt. Het is vernoemd naar de Gordel van smaragd, Multatuli’s naam voor Nederlands-Indië
Het gebouw staat op de hoek van de Riouwstraat, Insulindeweg, Celebesstraat en Tweede Atjehstraat, nabij het Muiderpoortstation. De spoorlijn ligt voor de deur en tramlijn 1 heeft haar eindhalte. De hoek heeft de vorm van een taartpunt, rechte straten komen uit op een cirkelvormige spoorlijn. 

## Verdwenen bouw
Hier werden in de jaren tien en twintig van de 20e eeuw woonblokken uit de grond gestampt om de almaar groeiende bevolking van Amsterdam onderdak te bieden. Er werd bouw toegepast, die het ongeveer een eeuw uithield. Aan het eind van de 20e eeuw en begin 21e eeuw verdwenen al die woonblokken weer om plaats te maken voor (dan) nieuwbouw. De kleine woningen, waaraan het een en ander mankeerde (vaak was een deel van de paalfundering weg of nooit aangebracht, kleine badcellen etc), voldeden niet meer aan de eisen van de moderne tijd. Bovendien werden ze toen als architectonisch lelijk beschouwd, al waren ze al wel een keer gerenoveerd. Van het ontbreken van architectonische schoonheid was hier geen sprake. Het gebouw, dat op de hoek van de Insulindeweg en de Celebesstraat stond, tegenover de plek waar De Smaragd is gebouwd, stond bekend als de Billen van Wijdeveld. Het was een vernoeming naar de twee ronde gevelelementen met spleet aan de kop van de architect Hendrik Wijdeveld. Het gebouw was opgetrokken in de Amsterdamse Schoolstijl. In 1991 viel het ten prooi aan de slopershamer, de voornaamste reden was, dat de fundering het gebouw niet meer kon dragen. Het terrein kwam enige tijd braak te liggen. Het woonblok De Smaragd is een van de laatste nieuwbouwprojecten aan de Insulindeweg.

## Nieuwbouw
Eigenaar de Woningcorporatie De Alliantie liet een nieuw gebouw ontwerpen, waarbij het goed in de omgeving moest passen. Het architectencollectief M3H kwam met een woonblok in een moderne variant van de Amsterdamse School. Het complex bestaat uit 53 koopwoningen, 19 vrije sectorwoningen en dertig sociale huurwoningen en een bedrijfsunit verdeeld over vier, vijf en zes bouwlagen. De bouwstijl is terug te vinden in het vele baksteen dat in de gevels is terug te vinden. Andere stijlkenmerken die de architecten overnamen waren de ronde gevelelementen, zowel horizontaal als verticaal metselwerk en een “terugkeer” naar bakstenen balkonbalustraden. Het geheel werd afgerond met verhoogde koppen op de hoeken aan de Insulindeweg. De bakstenen hebben daarbij allerlei kleuren, doch de lichte kleuren overheersen. Tot slot zijn de deuren ook afgewerkt in de genoemde bouwstijl tot in de huisnummers aan toe. Opvallend aan het gebouw is de uitstekende punt grenzend aan de spoorlijn. Aan de binnenzijde van het complex vindt men de galerijen en een loopbrug aan een gemeenschappelijke tuin. Een bijzonderheid tijdens de bouw was dat voor de grote hijskraan een aparte paalfundering moest worden aangelegd in de drassige bodem alhier.
Het gebouw won in 2016 de Zuiderkerkprijs voor Amsterdamse nieuwbouwprojecten. Er was daarbij ook kritiek, er zouden in Amsterdam te veel nieuwbouwprojecten gebouwd worden die teruggrijpen op de Amsterdamse Schoolstijl. De bewoners aan de Insulindeweg kijken uit op het kunstwerk van Diego Dedablio bij hun overburen, op de opvolger van De Billen van Wijdeveld.

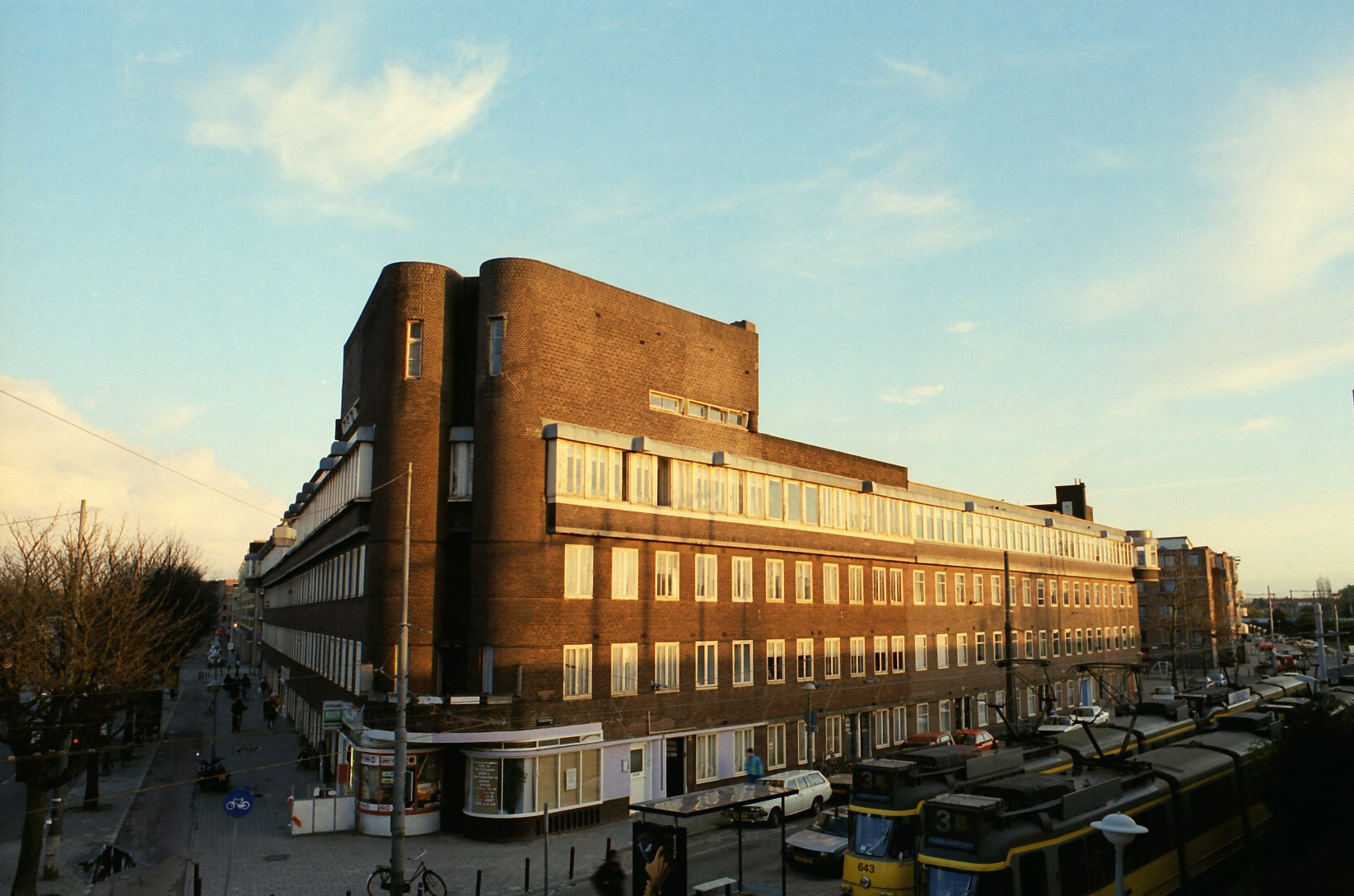
De verdwenen Billen van Wijdeveld uit 1920
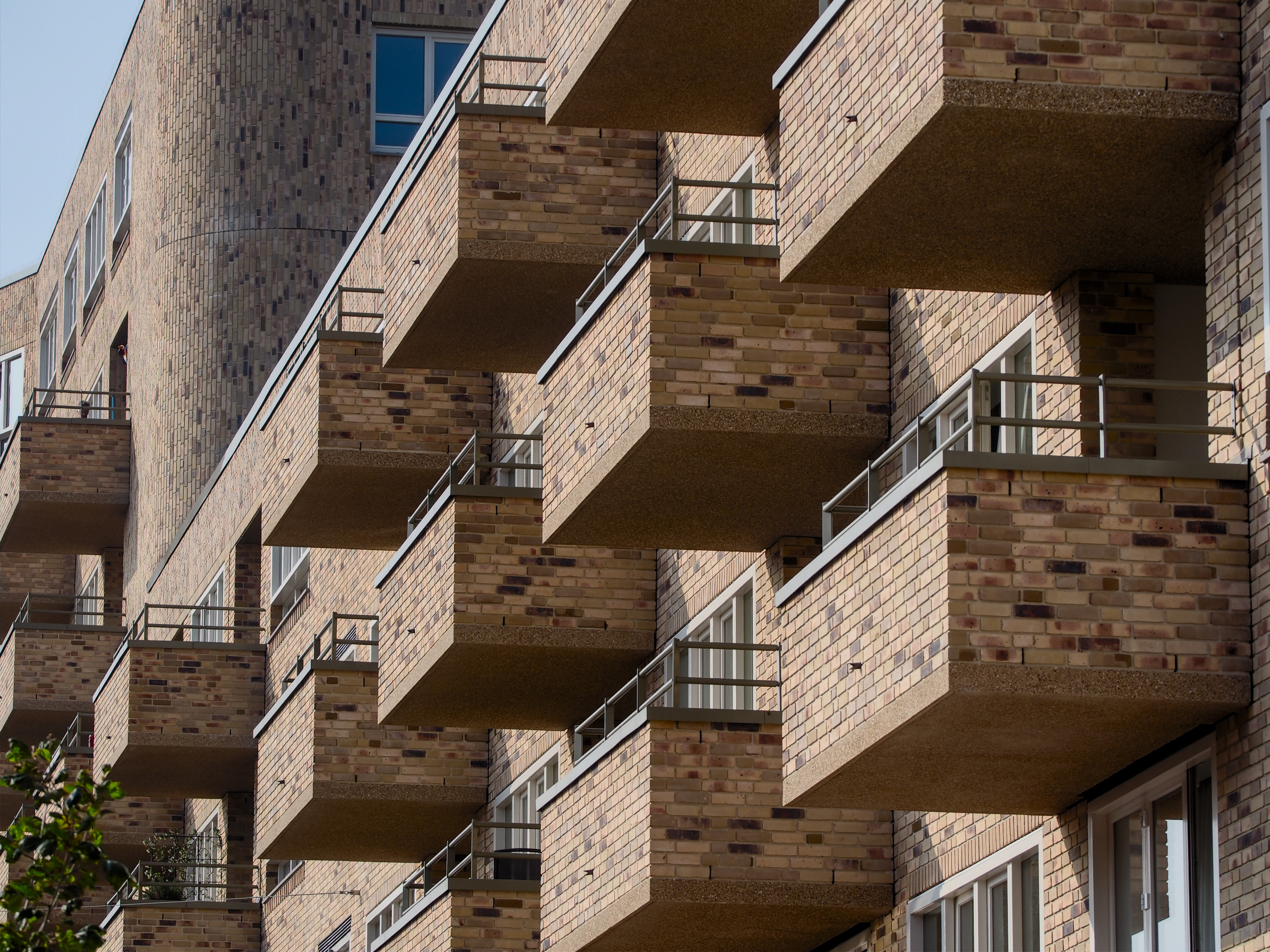
Balkons en ronding in Amsterdamse Schoolstijl
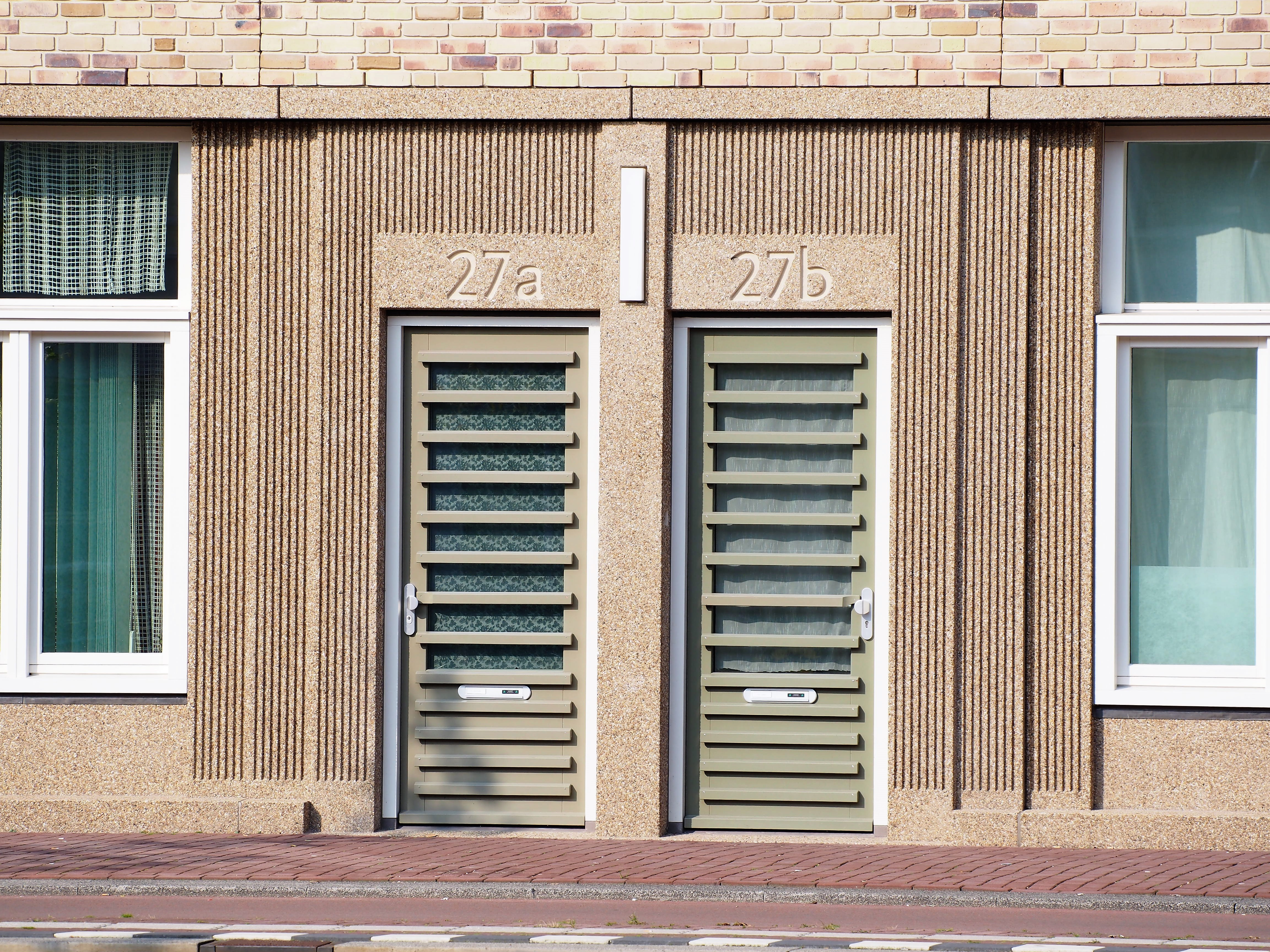
Deuren en nummering in Amsterdamse Schoolstijl